# Kids' Choice Award alla canzone preferita
Il Kids' Choice Award alla canzone preferita (Favorite Song) è un premio assegnato annualmente ai Kids' Choice Awards, a partire dal 1988, alla canzone preferita dai telespettatori del canale Nickelodeon.

## Albo d'oro
Qui di seguito la lista con vincitori,  in grassetto, e candidati per edizione. 

### Anni 1980
- 1988
  - La Bamba - Los Lobos
  - Control - Janet Jackson
  - I Wanna Dance With Somebody - Whitney Houston

- 1989
  - Kokomo - The Beach Boys
  - Don't Worry Be Happy - Bobby McFerrin
  - Parents Just Don't Understand - DJ Jazzy Jeff

### Anni 1990
- 1990
  - Hangin' Tough - New Kids on the Block
  - Every Little Step - Bobby Brown
  - Girl You Know It's True- Milli Vanilli

- 1991
  - Ice Ice Baby - Vanilla Ice
  - Step by Step - New Kids on the Block
  - U Can't Touch This - MC Hammer

- 1992
  - Jump - Kris Kross
  - Ain't 2 Proud 2 Beg - TLC
  - Motownphilly - Boyz II Men

- 1994
  - Whoomp! (There It Is) - Tag Team
  - Again - Janet Jackson
  - Hey Mr. D.J. - Zhané

- 1995
  - Creep - TLC
  - I'll Make Love to You - Boyz II Men
  - On Bended Knee - Boyz II Men

- 1996
  - Gangsta's Paradise - Coolio
  - Baby - Brandy
  - One Sweet Day - Mariah Carey and Boyz II Men
  - Waterfalls - TLC

- 1997
  - Killing Me Softly with His Song - Fugees
  - C'mon N' Ride It (The Train) - Quad City DJ's
  - Always Be My Baby - Mariah Carey
  - I Love You Always Forever - Donna Lewis

- 1998
  - MMMBop - Hanson
  - Don't Speak - No Doubt
  - I'll Be Missing You - Puff Daddy & Faith Evans feat. 112
  - Men in Black - Will Smith

- 1999
  - Everybody (Backstreet's Back) - Backstreet Boys
  - Are You That Somebody? - Aaliyah
  - Gettin' Jiggy wit It - Will Smith
  - Miami - Will Smith

### Anni 2000
- 2000
  - Wild Wild West - Will Smith
  - Beautiful Stranger - Madonna
  - Music of My Heart - Gloria Estefan & NSYNC
  - Two Worlds - Phil Collins

- 2001
  - Who Let the Dogs Out? - Baha Men
  - Bounce with Me - Lil' Bow Wow
  - Bye Bye Bye - NSYNC
  - Oops... I Did It Again - Britney Spears

- 2002
  - Get the Party Started - P!nk
  - Don't Let Me Be the Last to Know" - Britney Spears
  - I'm a Believer - Smash Mouth
  - Pop - NSYNC

- 2003
  - Sk8er Boi - Avril Lavigne
  - Dilemma - Nelly feat. Kelly Rowland
  - Girlfriend (The Neptunes Remix) - *NSYNC feat. Nelly
  - Jenny from the Block - Jennifer Lopez

- 2004
  - Hey Ya! - Outkast
  - Bump, Bump, Bump - B2K
  - Crazy in Love (featuring Jay Z) - Beyoncé
  - Where Is the Love?(featuring Justin Timberlake) - The Black Eyed Peas

- 2005
  - Burn - Usher
  - Lose My Breath - Destiny's Child
  - My Boo - Usher ft. Alicia Keys
  - Toxic - Britney Spears

- 2006
  - Wake Me Up When September Ends - Green Day
  - 1, 2 Step - Ciara
  - Hollaback Girl - Gwen Stefani
  - We Belong Together - Mariah Carey

- 2007
  - Irreplaceable - Beyoncé
  - Bad Day - Daniel Powter
  - Crazy - Gnarls Barkley
  - Hips Don't Lie - Shakira feat. Wyclef Jean

- 2008
  - Girlfriend - Avril Lavigne
  - Beautiful Girls - Sean Kingston
  - Big Girls Don't Cry - Fergie
  - Don't Matter - Akon

- 2009
  - Single Ladies (Put a Ring on It) - Beyoncé
  - Don't Stop the Music - Rihanna
  - I Kissed a Girl - Katy Perry

### Anni 2010
- 2010
  - You Belong with Me - Taylor Swift
  - I Gotta Feeling - The Black Eyed Peas
  - Paparazzi - Lady Gaga
  - Party in the U.S.A. - Miley Cyrus

- 2011
  - Baby - Justin Bieber feat. Ludacris
  - California Gurls - Katy Perry feat. Snoop Dogg
  - Hey, Soul Sister - Train
  - Mine - Taylor Swift

- 2012
  - Party Rock Anthem - LMFAO
  - Born This Way - Lady Gaga
  - Firework - Katy Perry
  - Sparks Fly - Taylor Swift

- 2013
  - What Makes You Beautiful - One Direction
  - Call Me Maybe - Carly Rae Jepsen
  - Gangnam Style - PSY
  - We Are Never Ever Getting Back Together - Taylor Swift

- 2014
  - Story of My Life - One Direction
  - I Knew You Were Trouble - Taylor Swift
  - Roar - Katy Perry
  - Wrecking Ball - Miley Cyrus

- 2015
  - Bang Bang - Jessie J, Ariana Grande e Nicki Minaj
  - All About That Bass - Meghan Trainor
  - Dark Horse - Katy Perry feat. Juicy J
  - Fancy - Iggy Azalea feat. Charli XCX
  - Problem - Ariana Grande feat. Iggy Azalea
  - Shake It Off - Taylor Swift

- 2016
  - Hello - Adele
  - Bad Blood - Taylor Swift feat. Kendrick Lamar
  - Can't Feel My Face - The Weeknd
  - Hotline Bling - Drake
  - Thinking Out Loud - Ed Sheeran
  - What Do You Mean? - Justin Bieber

- 2017
  - Work from Home - Fifth Harmony ft. Ty Dolla $ign
  - 24K Magic - Bruno Mars
  - Can't Stop the Feeling! - Justin Timberlake
  - Heathens - Twenty One Pilots
  - Send My Love (To Your New Lover) - Adele
  - Side to Side - Ariana Grande ft. Nicki Minaj

- 2018
  - Shape of You - Ed Sheeran
  - Despacito (Remix)- Luis Fonsi & Daddy Yankee feat. Justin Bieber
  - HUMBLE. - Kendrick Lamar
  - I'm the One - DJ Khaled feat. Justin Bieber, Quavo, Chance the Rapper & Lil Wayne
  - It Ain't Me - Kygo & Selena Gomez
  - Look What You Made Me Do - Taylor Swift
  - That's What I Like - Bruno Mars
  - Thunder - Imagine Dragons

- 2019
  - Thank U, Next - Ariana Grande
  - Delicate - Taylor Swift
  - In My Blood - Shawn Mendes
  - In My Feelings - Drake
  - Natural - Imagine Dragons
  - Youngblood - 5 Seconds of Summer

### Anni 2020
- 2020
  - Bad Guy – Billie Eilish
  - 7 Rings – Ariana Grande
  - Memories – Maroon 5
  - Old Town Road – Lil Nas X
  - Sucker – Jonas Brothers
  - You Need to Calm Down – Taylor Swift

- 2021
  - Dynamite – BTS
  - Toosie Slide – Drake
  - Yummy – Justin Bieber
  - Wonder – Shawn Mendes
  - Cardigan – Taylor Swift
  - Blinding Lights – The Weeknd

- 2022
  - Happier than Ever – Billie Eilish
  - Easy on Me – Adele
  - Up – Cardi B
  - Bad Habits – Ed Sheeran
  - All Too Well (Taylor's Version) – Taylor Swift
  - Take My Breath – The Weeknd

- 2023
  - As It Was – Harry Styles
  - Break My Soul – Beyoncé
  - First Class – Jack Harlow
  - About Damn Time – Lizzo
  - I Ain't Worried – OneRepublic
  - Lift Me Up – Rihanna
  - Anti-Hero – Taylor Swift
  - Bejeweled – Taylor Swift

- 2024
  - What Was I Made For? – Billie Eilish
  - Dance the Night – Dua Lipa
  - Fast Car – Luke Combs
  - Flowers – Miley Cyrus
  - Paint the Town Red – Doja Cat
  - Selfish – Justin Timberlake
  - Texas Hold 'Em – Beyoncé
  - Yes, And? – Ariana Grande

- 2025
  - Taste – Sabrina Carpenter
  - Abracadabra – Lady Gaga
  - Cry for Me – The Weeknd
  - I Can Do It with a Broken Heart – Taylor Swift
  - Squabble Up – Kendrick Lamar
  - Wildflower – Billie Eilish